# Tanakh Ram
La Tanakh Ram (en hebreu תָּנָ"ךְ רָם) és una traducció de la Bíblia Hebrea o Antic Testament cristià des dels texts hebreus i arameus originals a l'hebreu modern parlat actualment a Israel. La traducció l'encetà el lingüista israelià Avraham Ahuvyà. Els drets de la traducció estan reservats a nom de la RAM-Publishing House Ltd. i de Miskal Ltd. La paraula Ram és un acrònim del nom de Rafi Moses, editor de la traducció i president de la RAM-Publishing House.

## Publicacions
L'octubre del 2014 es van publicar dos volums corresponents a la Torà i als profetes anteriors. La Torà, de tapes de color vi negre i 760 pàgines, inclou els llibres del Gènesi, Èxode, Levític, Nombres i Deuteronomi; el segon volum, de color blau fosc i amb 621 pàgines, inclou els llibres de Josuè, Jutges, Samuel i Reis.
El primer volum, la Torà, fou publicat el 2010 i el segon el 2011. Actualment encara s'estan produint volums corresponents als profetes posteriors i als escrits.
El text de cadascun dels llibres de la Bíblia està presentat en hebreu antic a la dreta i a l'esquerra en hebreu modern com una columna paral·lela i en una tipografia diferent. Al final de cada volum hi ha una secció amb taules de pesos i mesures ideades com a referència per al lector.

## Recepció
En ser un nou tàrgum, la seva publicació generà opinions diverses a la comunitat jueva d'Israel. Alguns sectors argumenten que és inconvenient per a la lectura del text sagrat atès que es desvia de la lectura tradicional establerta pels masoretes, mentre que altres sectors consideren que aquesta nova traducció permetrà fer més proper el text a les noves generacions que poden no sentir-se tan properes a l'hebreu antic. D'altra banda, acadèmics com Ghil'ad Zuckermann han donat suport a la idea del Tanakh Ram, car, segons ell, «en el fons, el punt és que els israelians no entenen bé la Bíblia Hebrea».